# Fidel Cano Gutiérrez
Pour les articles homonymes, voir Cano et Gutiérrez.
Fidel Cano Gutiérrez, né le 17 avril 1854 à San Pedro de los Milagros et mort le 15 janvier 1919 à Medellín, est un journaliste, écrivain, professeur, homme d'affaires, éducateur, homme politique et poète colombien.
Il est le fondateur et premier directeur du journal colombien « El Espectador », le plus ancien quotidien du pays et l'un des plus anciens d'Amérique latine, ainsi que l'un des médias les plus influents et respectés de Colombie aujourd'hui. Il est également chef de la famille Cano, tous ses descendants sont journalistes et membres du journal. 
Il s'est également distingué en tant qu'homme politique, d'abord en tant que membre du Parti libéral, et son journal à une idéologie libérale, Fidel Cano Gutiérrez est  aussi un des fondateurs de l'Union républicaine, un parti de coalition fondé par des dissidents du libéralisme et par des conservateurs. Il a été brièvement ministre des Finances, pendant le gouvernement de Jorge Holguín.

## Biographie
En 1881, Fidel Cano Gutiérrez est élu recteur de son ancienne alma mater, université d'Antioquia. Il doit faire face à plusieurs problèmes politiques en raison de son affiliation au libéralisme. En 1883, il travaille comme directeur de l'imprimerie officielle et rédacteur en chef du journal La Consigna, propriété de l'industriel et homme politique libéral Rafael Uribe Uribe propriétaire également de la publication El Trabajo, suspendue en raison de la guerre des Mille Jours
Sous les gouvernements ultra-conservateurs de Rafael Núñez et Carlos Holguín Mallarino, Fidel Cano doit faire face à la censure de l'État, qui considére El Espectador comme un journal subversif. Fidel Cano est impliqué dans certaines procédures judiciaires et emprisonné en 1893 pour avoir publié un discours du poète Juan de Dios de la Rada y Delgado.

### Vie politique
Le général Rafael Reyes, président du pays depuis 1904, est remplacé par le premier président, Jorge Holguín le 10 juin 1909. Fidel Cano Gutiérrez, proche de la famille Holguín, est nommé ministre des Finances et du Trésor. Il occupe brièvement ce poste jusqu'au 3 août 1909, lorsque le Congrès colombien nomme Ramón González Valencia nouveau président du pays.

### Dernières années
Fidel Cano Gutiérrez se retire de la politique pour se consacrer à l'enseignement universitaire. En 1909 avec Nicolás Esguerra et Benjamín Herrera ils fondent  l'Union républicaine, un parti de coalition composé de libéraux et de conservateurs. Le parti compte parmi ses membres son collègue Eduardo Santos Montejo, homme politique libéral et journaliste. Les républicains soutiennent la candidature de l'homme d'affaires Carlos Eugenio Restrepo, qui sera élu président en 1910. Après deux échecs électoraux, le parti se dissout en 1921. Fidel Cano tente de maintenir l'unité du parti jusqu'à sa mort en 1919.
En 1913, après une interruption de 8 ans, Fidel Cano Gutiérrez relance son journal El Espectador, avec un nouveau format d'impression.
Fidel Cano Gutiérrez décéde à Medellín le 15 janvier 1919 à l'âge de 64 ans, et enterré au cimetière de San Pedro , à Medellín.